# Feoplasty
Feoplasty − barwne plastydy występujące u brunatnic, aktywne w procesie fotosyntezy. Zawierają oprócz chlorofili a i c duże ilości karotenoidów, głównie fukoksantynę, nadającą im charakterystyczne brązowe zabarwienie. Są plastydami aktywnymi w chromatoforze, w czasie procesu fotosyntezy.